# 小行星88611
造神星（88611 Teharonhiawako）是一顆外海王星天體（傳統柯伊柏带天體），其直徑為156–196公里。

## 性質
造神星擁有一顆衛星“造卫一”（Sawiskera），直徑為108-136公里，約為母星三分之二的大小。Sawiskera的軌道半長軸為27,670±120公里、週期為828.76±0.22天、偏心率0.2494±0.0021、傾角144.42±0.35°（逆行）。系統總質量大約是2.4× × 1018 kg.。

## 發現
2001年8月20日，深度黃道巡天發現造神星，其衛星一個月後被確定。造神星以易洛魁族創世神話中玉米之神命名，衛星則在2007年以邪惡的孿生兄弟名字命名為Sawiskera。